# Університет Миколаса Ромеріса
Університет Миколаса Ромеріса (лит. Mykolo Romerio universitetas, скор.  'MRU' ) — вищий навчальний заклад у Вільнюсі та Каунасі, Литва, який налічує близько 17000 студентів .

## Історія
28 жовтня 2004 Сейм Литовської Республіки затвердив резолюцію № ІХ-2515, на підставі якої Юридичний університет Литви був перейменований в Університет Миколаса Ромеріса.
16 грудня 2004 року керівництво Університету Миколаса Ромеріса одноголосно схвалило професора Алвидаса Пумпутіса його ректором.
23 липня 2009 Сейм Литовської Республіки постановою № XI-411 затвердив новий Статут університету, а рішенням керівництва університету від 6 жовтня 2009 року він був затверджений державним вишем Литви.
Засновником університету є Сейм Литовської Республіки. Органами управління університету є Рада університету, Сенат університету і ректор університету.

## Діяльність

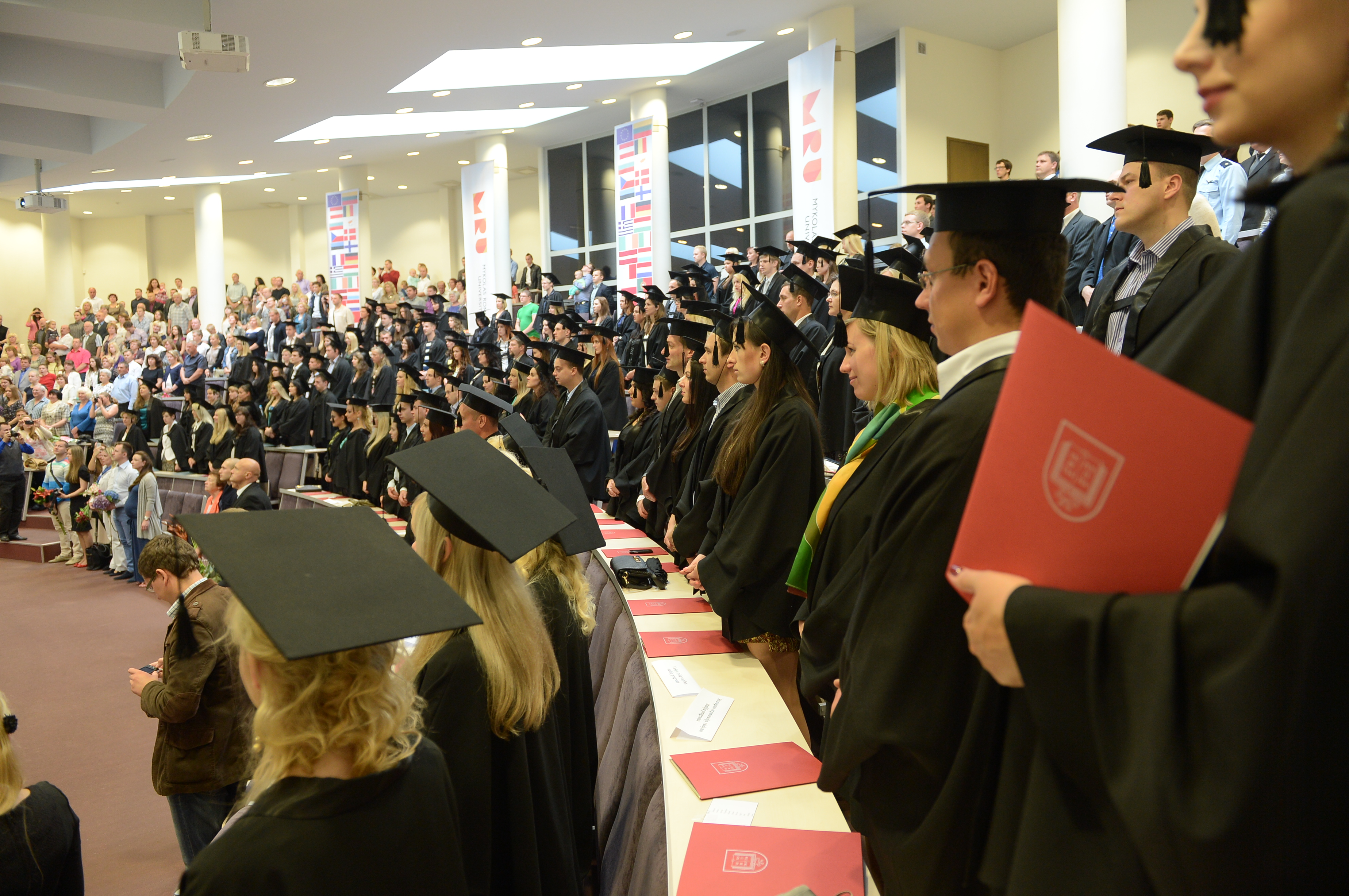
Випускна церемонія 2014 року

Університет Миколаса Ромеріса має п'ять факультетів:
- Факультет економіки і управління фінансами
- Факультет права
- Факультет політики та менеджменту
- Факультет соціальних технологій
- Факультет громадської безпеки (Каунас)

до складу яких входять 13 інститутів, 9 факультетів та Бізнес і медіа школа (у співпраці з британським Мідлсекським університетом.
Університет Миколаса Ромеріса пропонує навчання за більш ніж 70 програмами на ступінь бакалавра, магістра та докторської. Основні предмети навчання: бізнес, комунікації, економіка, фінанси, історія, менеджмент, інформатика, право, філологія, філософія, політологія, психологія, державне управління, громадська безпека, соціологія та соціальна діяльність. Система освіти вишу побудована аналогічно вищій освіті в країнах Європи, заснованій на принципах  Болонського процесу.
В університеті проводяться фундаментальні і прикладні наукові дослідження; виш бере участь в національних, регіональних і міжнародних науково-дослідних програмах і проектах. Навчальний заклад бере участь в міжнародному співробітництві з багатьма університетами світу. З 2006 року університет пропонує спільні магістерські навчальні програми та заохочує своїх студентів для отримання двох і більше дипломів різних вишів і країн.
Студенти університету беруть участь у громадському житті вишу, зокрема, активно займаються спортом і серед них є відомі литовські спортсмени:
- Лаура Асадаускайте — п'ятиборка, чемпіонка Олімпійських ігор 2012 року;
- Андреюс Заднепровскіс — п'ятиборець, срібний призер Олімпіади 2004 року і бронзовий призер Олімпіади 2008 року;
- Едвінас Крунголцас — п'ятиборець, срібний призер Олімпійських ігор 2008 року;
- Гедрюс Тітяніс — плавець, учасник Олімпійських ігор 2008 і 2012 років, призер чемпіонатів Європи;
- Євген Шуклін — каноїст, Срібний призер Олімпійських ігор 2012 року;
- Міндаугас Грісконіс — весляр, призер європейських та світових чемпіонатів.